# Rally Cataluña de 1980
El Rally Cataluña de 1980, oficialmente 16º Rallye Catalunya-11º Rally de las Cavas, fue la  decimosexta edición y la cuarenta y seis ronda de la temporada 1980 del Campeonato de Europa de Rally y la veinticuatro ronda de la temporada 1980 Campeonato de España de Rally. Se celebró entre del 22 al 23 de noviembre.

## Clasificación final
| Pos.                 | Piloto            | Copiloto          | Automóvil                | Tiempo  | Diferencia |
| General              | General           | General           | General                  | General | General    |
| -------------------- | ----------------- | ----------------- | ------------------------ | ------- | ---------- |
| 1.                   | Antonio Zanini    | Jordi Sabater     | Porsche 911 SC           | 4:04:21 | 0.0        |
| 2.                   | Mauro Pregliasco  | Vittorio Reisoli  | Alfa Romeo Alfetta Turbo | 4:15:21 | +11:00     |
| 3.                   | Salvador Servià   | Alex Brustenga    | Ford Fiesta 1.6          | 4:19:25 | +11:46     |
| 4.                   | Beny Fernández    | José Luis Sala    | Opel Ascona              | 4:22:12 | +17:51     |
| 5.                   | José Luis Sallent | Antonio Altarriba | Porsche 911              | 4:29:48 | +25:27     |
| 6.                   | Joan Bayó         | Xavier Montanyola | SEAT 124-2000            | 4:36:23 | +32:02     |
| 7.                   | Carles Santacreu  | Antonio Santacreu | Opel Ascona              | 4:40:18 | +35:57     |
| 8.                   | Marinano Lacasa   | Adrián            | Opel Ascona              | 4:42:12 | +37:51     |
| 9.                   | José María Segura | F. Bofill         | SEAT 124-1800            | 4:55:10 | +50:49     |
| 10.                  | Uaume Camps       | A. Martínez       | SEAT 124-1800            | 4:59:45 | +55:24     |
| Campeonato de España |                   |                   |                          |         |            |
| 1.                   | Antonio Zanini    | Jordi Sabater     | Porsche 911 SC           | 4:04:21 | 0.0        |
| 2. (3.)              | Salvador Servià   | Alex Brustenga    | Ford Fiesta 1.6          | 4:19:25 | +15:04     |
| 3. (4.)              | Beny Fernández    | José Luis Sala    | Opel Ascona              | 4:22:12 | +17:51     |
| 4. (5.)              | José Luis Sallent | Antonio Altarriba | Porsche 911 SC           | 4:29:48 | +25:27     |
| 5. (6.)              | Joan Bayó         | Xavier Muntañola  | SEAT 124-2000            | 4:36:23 | +32:02     |

| Predecesor: Rally de San Marino | ERC 1980 1980 | Sucesor: - |